# 유쾌한 데이트
유쾌한 데이트는 ubc Green FM에서 가수 전선민이 진행하는 울산 전지역에서 방송되는 라디오 프로그램이다.

## 같이 보기
- ubc Green FM

| ubc Green FM 평일 프로그램 |                        |                        |
| 이전                       | 전선민의 유쾌한 데이트 | 다음                   |
| 김영철의 파워FM            | 전선민의 유쾌한 데이트 | 김수희의 머니를 부탁해 |
| 오전 7시 ~ 오전 9시        | 오전 9시 ~ 오전 11시   | 오전 11시 ~ 낮 12시    |
|                            |                        |                        |

| ubc Green FM 토요일 프로그램 |                        |                        |
| 이전                         | 전선민의 유쾌한 데이트 | 다음                   |
| 김영철의 파워FM              | 전선민의 유쾌한 데이트 | 김수희의 11시를 부탁해 |
| 오전 7시 ~ 오전 9시          | 오전 9시 ~ 오전 11시   | 오전 11시 ~ 낮 12시    |
|                              |                        |                        |